# Хесслер, Герд
Герд Хесслер (нем. Gerd Heßler; род. 13 сентября 1948, Танненбергсталь, Фогтланд) — восточногерманский лыжник, чемпион мира.

## Карьера
На Олимпийских играх 1972 года в Саппоро, стал 25-м в гонке на 15 км, 18-м в гонке на 30 км и 6-м в эстафете.
На Олимпийских играх 1976 года в Инсбруке, занял 28-е место в гонке на 15 км, 28-е место в гонке на 50 км и стартовал но не финишировал в эстафете.
Особенно удачно для Хесслера сложились чемпионаты мира 1970 и 1974 годов, на которых выиграл 1 золотую и 1 серебряную медали, обе в эстафетных гонках, кроме того был 20-м в гонке на 30 км, на чемпионате 1970 года и 15-м в гонке на 15 км на чемпионате 1974 года.